# 截圖

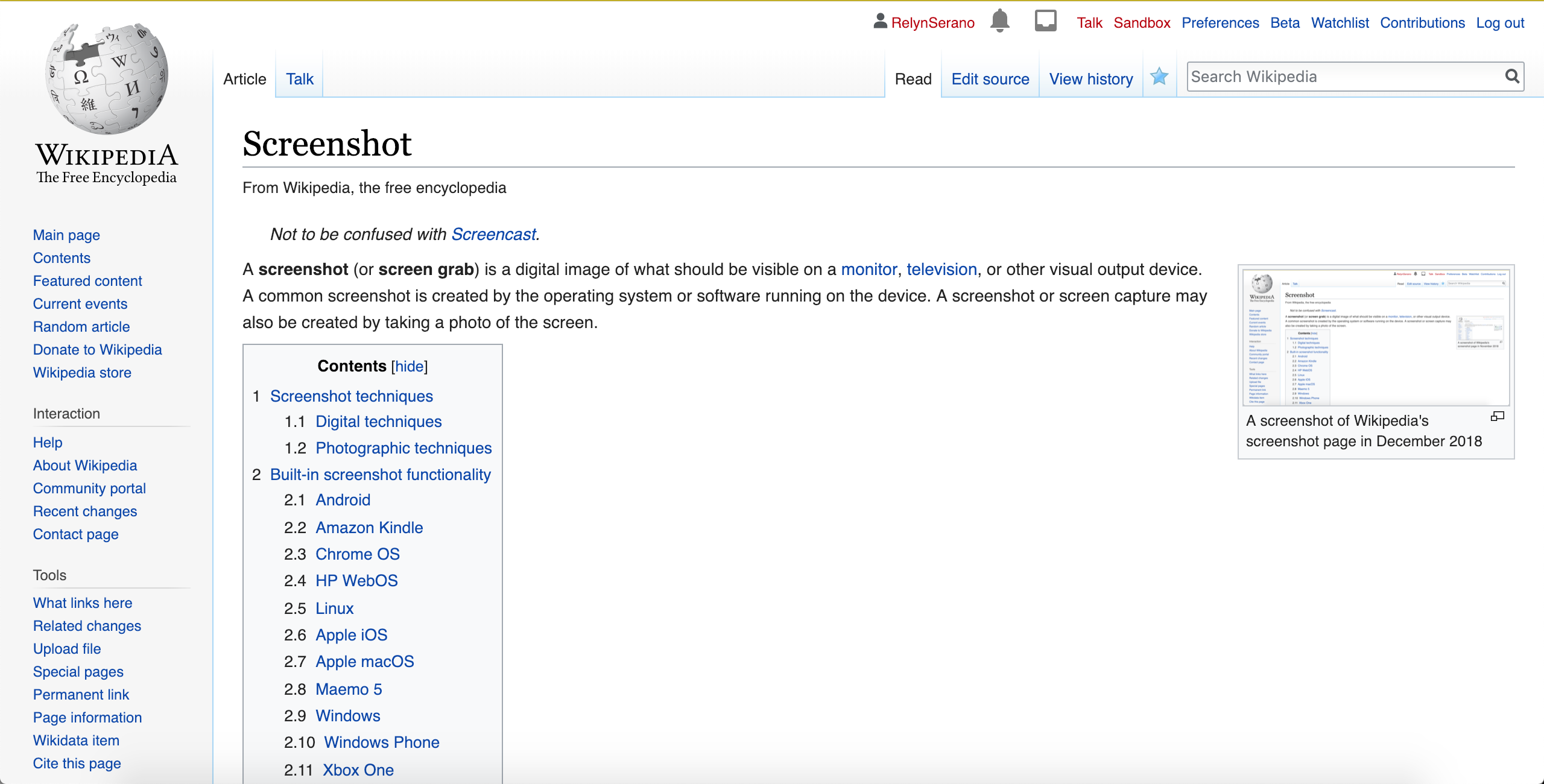
英文維基百科《Screenshot》條目桌面版頁面於2019年1月2日的截圖

螢幕截圖（英語：screenshot, screen grab, screen capture；又譯螢幕擷取畫面、擷圖）是由電腦或移动设备截取的顯示在螢幕或其他顯示設備上的視覺影像。通常截圖可以由操作系统或專用截圖軟件截取，也可利用外部設備如數碼相機拍攝。截圖也分靜態截圖與動態截圖，前者截圖得到一個點陣圖檔案，如BMP、PNG、JPEG。而后者得到动态的GIF图片，或一段影片檔案。截圖的目的通常是為了展示某狀態下的程序界面圖示、通訊軟件中文字對話內容、遊戲場景等。

## 原理
大部分的软件截图原理都是发送命令给机器，保存一个静态畫面。然后呈现出来让使用者选择需要截取的区域进行剪切，置入新的容器，再让使用者保存。

## 系统内置截图功能

### Mac OS X

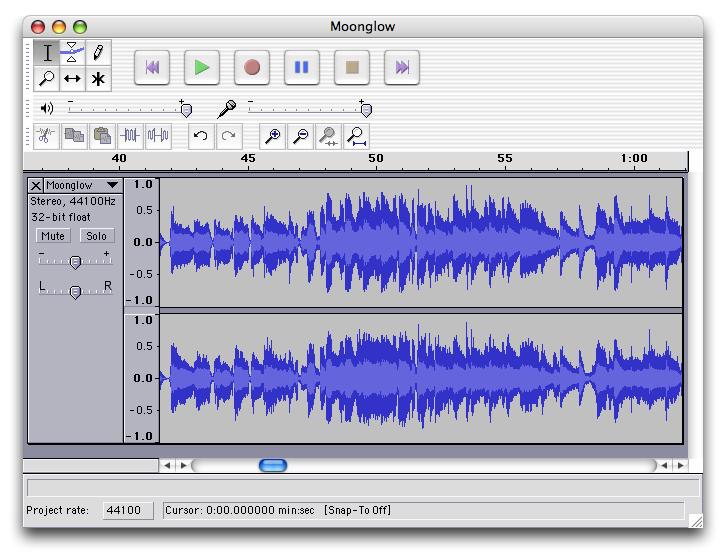
运行在Mac OS X下的Audacity的截图。

在Mac OS X系统中，用户可通过快⌘ Cmd+⇧ Shift+3实现全屏截图，⌘ Cmd+⇧ Shift+4对选定区域截图。截图文件以PNG格式保存在用户桌面上。若按下Ctrl键，可将截图复制到剪贴板。
从Mac OS X Tiger开始，OS X系统支持了对活动窗口的截图。在快捷键⌘ Cmd+⇧ Shift+4下，按住Spacebar，十字光标会变为一个小相机图标，而当前窗口会被高亮显示，按下鼠标或触控板后，所有高亮元素（包括屏幕外或被其他窗口挡住的部分）会被截取。
Mac OS X系统提供了一个名为抓图（Grab）的实用工具，它可抓取整个屏幕，整个窗口，并可实现定时截图，截图文件可以TIFF格式进行保存。另一个实用工具预览（Preview）亦提供了同样的功能，但它会立刻在新窗口中打开截图文件。
通过终端程序（Terminal）或shell脚本，可使用一个shell工具Screencapture（地址为/usr/sbin/screencapture）实现截图，并另存为快照文件，还可为截图选择多种不同的格式。这一程序可在Mac OS X的开发者工具下获得。在DVD播放器运行时，用户无法使用截图功能。

### Microsoft Windows

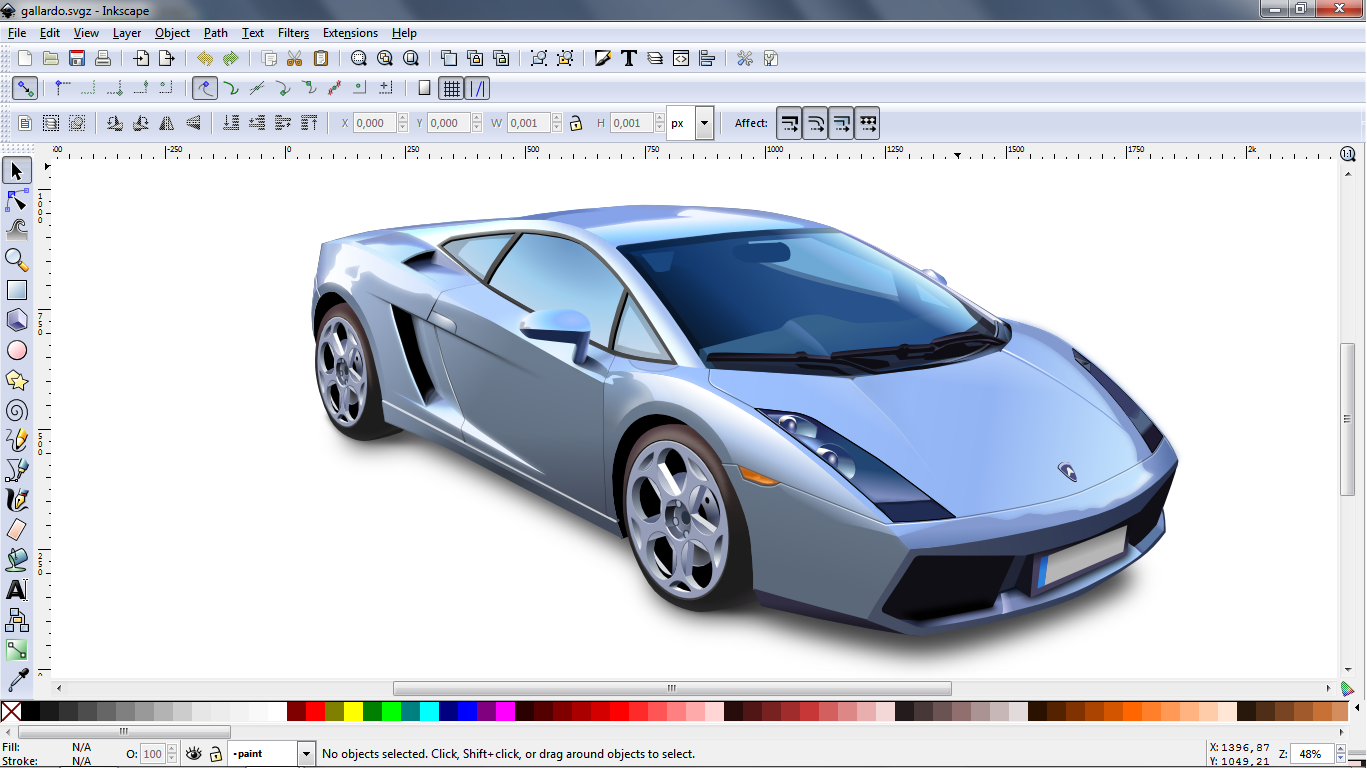
在Windows 7下运行的Inkscape的截图

在Microsoft Windows中，按下快捷键Prt Sc可实现截图功能，且将图片保存在剪贴板中，按下Alt+Prt Sc则可捕捉活动窗口或对话框。在Windows的大多数版本中，截图不会含有鼠标指针。
截图后，图片必须从剪贴板中粘贴到一个特定程序，以便查看或保存。在Windows 8系统中，通过快捷键⊞ Win+Prt Sc可实现截图，屏幕出现短暂暗淡后，截图文件会自动保存在我的图片（My Pictures）文件夹下的「屏幕截图」子文件夹中。
使用硬件覆盖渲染的视频内容不会被以上方法截图，受此影响，Windows XP下旧版本的Windows Media Player在其默认配置下无法截图，而Windows Media Player 9或10内置了新的截图功能，其快捷键为Ctrl+I。不过，最好的办法仍是关闭视频加速或使用第三方软件。
在Windows Vista，Windows 7和Windows 8中，包含了一个实用的剪取工具（Snipping Tool）。该工具可进行矩形、不规则图形截取，活动窗口截取与全屏截取，然后还可加入附注，储存为PNG、GIF、JPEG等图像格式和HTML页面，并通过E-mail传送。
Windows 7中还提供了一个问题步骤记录器（Problem Steps Recorder，PSR），可记录每次鼠标点击操作之间的屏幕图片。这些截图会被存储在一个经压缩的MHTML文件中。
在Windows 8 Metro模式下，按住屏幕下的Windows键与声量减小键可进行截图。
在编程访问中，程序开发者可运用GDI、DirectX或Windows Media EncoderAPI进行截图。

### Windows Phone
在Windows Phone 8系统中，同时按住[電源]功能鍵与Windows Start功能鍵可进行截图。截图文件以当前屏幕分辨率保存在Photos下的screenshots中。在Windows Phone 8.1上，同時按[電源]和[調大音量]功能鍵，即可擷取螢幕的畫面。截图文件以当前屏幕分辨率保存在Pictures下的Screenshots中。

### iOS
在iOS系统中，同时按下Home Button与Lock Button，屏幕闪烁后，即可实现截图功能；若為 Face ID 的機型，則是同時按下「音量增大」鍵以及「側邊鍵」來截圖。截图文件为PNG格式，iPhone下存储于相机胶卷（Camera Roll）中，iPod touch下则存储于Saved Photos中。截图功能适用于iOS 2.0及更高版本。

### Android
在Android 4.0版本之前，没有系统自带的截图功能，部分第三方发行版则实现了私有的截图功能。
自Android 4.0版本开始，按住声量下调键与睡眠/唤醒键可实现截图。文件存储在画廊程序（Gallery）的截图文件夹（Screenshots）下。

### HP WebOS
对于webOS手机，截图快捷键为Orange/Gray Key+Sym+P。对于HP Touchpad，则是Home Key+Power+。两种设备中，截图均保存在Photos程序的"Screen captures"文件夹下。

### X Window

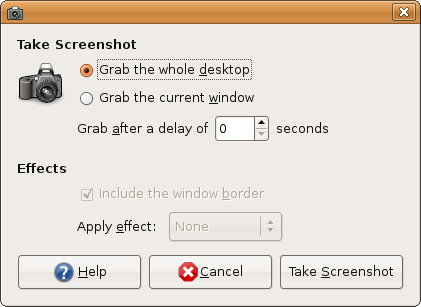
运行在Ubuntu v8.04 "Hardy Heron"下的gnome-screenshot

因为X Windows系统本身并非一个桌面环境，仅仅包含一组基础的程序集，故截图的方法因其使用的平台不同而有所不同。其中，xwd (1)是X Windows系统下最接近标准的截图方式，而其他绑定的工具则更易于使用。
- xwd：X Windows系统下标准的截图工具，文件格式为XWD。
- ImageMagick：包含import参数的命令行工具，可将截图转换为多种格式。
- KSnapshot：KDE桌面环境先前默认的屏幕截取程序。
- gnome-screenshot：GNOME环境中默认的屏幕捕捉工具。

另外，在KDE和GNOME中使用Print Screen键，其效果相当接近Windows。一款跨平台开源图像处理软件GIMP亦提供一个简易的截图功能。

### Maemo 5
Maemo 5系统下，截图快捷键为Ctrl+⇧ Shift+P。截图文件以"Screenshot-YYYYMMDD-HHMMSS.png"格式的名称保存在内部存储的"Images/Screenshots"文件夹中。

### Google Chrome OS
在Chromebook与采用ChromeOS键盘布局的相关设备中，按住标准键盘上的Ctrl+F5可对整个屏幕进行截图，而Ctrl+⇧ Shift+F5快捷键可讲鼠标指针变为矩形工具进行截图。

## 截圖軟件

### 系統工具
- Microsoft Windows 剪取工具

### 独立软件
- KSnapshot
- Windows剪取工具
- HyperSnap
- SnagIt
- clip2net - 带有网络上传功能
- Greenshot（英语：Greenshot） - 开源软件
- Microsoft Word - 2007版及以后版本有截图功能

### 附属性功能
- QQ
- Firefox - 需要扩展
- Fraps - DirectX和OpenGL游戏

## 后期编辑
一般截图后都需要进一步处理，例如切割、拼接、加标志或说明文字。部分软件具备这样的功能，更方便使用。

## 參閲
- 数码相机
- 螢幕錄影

## 外部連結
- Print Screen for Microsoft （页面存档备份，存于）
- 中的“Screen Capture”